# Love Divina
Love Divina (Divina está en tu corazón) è una telenovela messico-argentina del 2017 co-prodotta da Pol-ka Producciones e Televisa, con la partecipazione della casa produttrice francese Federation Entarteinment.
I protagonisti sono l'attrice argentina Laura Esquivel, nel ruolo di Divina, e l'attore messicano Manuel Masalva, nel ruolo di Felipe.
La prima stagione è andata in onda su Canal 13 dal 13 marzo al 15 luglio 2017.
In Italia è stata trasmessa su Super! dal 5 giugno 2017 al 14 febbraio 2018.
A causa dei bassi ascolti registrati in Argentina e Messico, l'idea di produrre una seconda stagione è stata accantonata: l'episodio finale è perciò privo di un risvolto conclusivo.

## Trama
Buenos Aires, 2017: Divina è una ragazza di strada che si prende cura di un gruppo di ragazzi abbandonati con i quali vive in una casa di un quartiere molto povero come fossero una famiglia. 
Il marito di Irene, un uomo molto dispotico e classista, non ha mai accettato la relazione del suo unico figlio con Esmeralda, la madre di Divina, perché era una persona povera ed umile.
Qualche tempo dopo Franco sposò Brisa, una persona apparentemente della sua classe sociale, con la quale ha avuto i suoi quattro figli.
Franco e suo padre sono morti in un incidente stradale cinque anni fa. Ora Irene sogna di dare a Divina la vita che le è stata negata e riparare a l'ingiustizia che fece a lei e a sua madre in passato, non essendosi opposta all'atteggiamento del marito.
Divina non ha mai conosciuto suo padre o la famiglia di quest'ultimo, ma le storie che la sua defunta madre le raccontava, hanno generato un grande odio nei confronti della famiglia paterna, e sente che non riuscirà mai a perdonarli.
Irene, dopo aver appreso che la sua salute è oramai delicata, decide di cercare la nipote perduta, Divina, la figlia di suo figlio Franco, defunto marito di Brisa. 
Un giorno Irene, grazie ad un piano creato appositamente per incontrare la nipote, sta per essere investita da un camion, Divina la salva, ed è così, che si incontrano per la prima volta.
Da questo evento in poi, Irene prende una decisione: Lei e Divina cercheranno di far crescere questi ragazzi, per dare a loro un futuro migliore.
Il primo passo, sarà quello di portare tutti i ragazzi a vivere a casa sua, questo farà arrabbiare alcuni dei membri della famiglia, poiché i ragazzi, dovranno convivere con i quattro nipoti di Irene: Felipe, Catalina, Axel e Olivia, oltre a Brisa, che non avrà alcun riguardo a cercare di cacciare gli intrusi da casa.
Quello che Divina avrebbe mai immaginato, è che la villa, sarà il luogo dove incontrerà il grande amore della sua vita, Felipe, il ragazzo dei suoi sogni, con cui condivide la grande passione per la musica, anche se entrambi non sono coscienti di essere fratellastri da parte di padre.
L'unico ostacolo tra i due, sarà la ragazza di Felipe, Sofía, che darà molti problemi, soprattutto dopo che quest'ultima si allereà con Brisa, e d'altro canto, anche se non in malafede, Irene, che cercherà di allontanare i due ragazzi a causa del loro presunto legame familiare.
La vita a casa di Irene sarà molto divertente, poiché ognuno dei membri vivrà migliaia di avventure indimenticabili, oltre, ovviamente, la cosa più importante: l'amore.

## Produzione
Pol-ka, società di produzione di proprietà di Adrián Suar (direttore della programmazione di El trece), e Televisa rinnovano la loro alleanza firmando un nuovo accordo di quattro anni che prevede la produzione di quattro serie o soap opera, uno all'anno, che verranno trasmesse su base giornaliera, sia in Argentina, su El Trece, sia in Messico su Canal 5, oltre ai canali di mercato internazionali con cui entrambe le società di solito negoziano, poiché l'intenzione di Pol-Ka con Televisa deve generare contenuti di portata globale.
Le riprese sono iniziate il 1º giugno e si sono concluse a fine ottobre 2016.
La sceneggiatura è stata curata di Mario Schajris, lo stesso creatore di Il mondo di Patty, una serie che aveva anche Laura Esquivel come protagonista.
Il trailer è stato distribuito il 6 novembre 2016.
Love Divina non è stata ben accolta dal pubblico argentino e messicano, lasciando un finale aperto e irrisolto a causa dell'idea iniziale di sviluppare una seconda stagione, scartata poi dalla casa di produzione. 
Difatti, nonostante gli ottimi risultati all'estero, la produzione in Argentina era già stata interrotta per cominciare il progetto Simona, generando malcontento e proteste nel pubblico europeo per una seconda stagione di Love Divina .

## Luoghi delle riprese
Le riprese della telenovela, sia interne che esterne, sono state effettuate a Buenos Aires e nei dintorni provinciali. 
La prima scena della serie è stata girata nella città di Tigre sul delta del fiume Paraná.
I set delle location interne erano situati negli ex studi di Pol-ka Producciones, in via Jorge Newbery nel quartiere Chacarita di Buenos Aires. Per le scene ambientate all'esterno sono stati utilizzati il quartiere Colegiales, gli Estudios Baires e anche altre località della capitale.
Gli esterni usati per la facciata e il giardino della casa di Irene invece sono ubicati nel quartiere Villa Devoto.
Le riprese dei videoclip di Como Tu e Se que volaré si sono svolte nel Giardino giapponese di Buenos Aires.

## Personaggi e interpreti

### Personaggi principali[2]
- Divina Alvarado, interpretata da Laura Esquivel, doppiata da Perla Liberatori.[3]
Divina ha 21 anni, è una ragazza leale, altruista, buona, giusta, un'amica che tutti sognano di avere. Ha perso sua madre quando era molto piccola, aveva solo 12 anni, invece suo padre non sa dove sia, perché la sua famiglia non andava d'accordo con la madre. Seppur molto giovane, prende sotto custodia Yolanda, Ciro, Meli e il piccolo Lolo, e insieme al suo amico di nome Leo cerca di nasconderli a una assistente sociale. Un giorno salva da un incidente una donna che stava per essere investita. La sua vita cambia radicalmente quando la donna, Irene, invita lei a vivere nella sua villa, dove già vivono sua nuora e i suoi nipoti. Anche se Divina non lo sa, si viene a sapere il perché la donna l'ha ospitata lì. Subito si innamora del nipote più grande di Irene, Felipe, non essendo al corrente che quest'ultimo è suo fratellastro, dato che hanno in comune lo stesso padre.
- Felipe Alvarado (Correa), interpretato da Manuel Masalva, doppiato da Federico Viola.[3]
Nipote di Irene, figlio di Brisa e fratello maggiore di Catalina, Axel e Olivia. Ha 21 anni come Divina. Si può capire che è il nipote preferito da Irene perché lo chiama "Principe". È un ragazzo intelligente, romantico, ma soprattutto molto affascinante. Prima era innamorato di Sofía, con la quale stava da anni, ma da quando conosce Divina cambia idea. È appassionato di musica e suona il pianoforte. Per una serie di motivi deciderà di andar a vivere da solo e Sofía le dà un suo appartamento che non usa. Proprio lì incontra un uomo di nome Luis, appena arrivato in città che diventa fin da subito un suo carissimo amico. Nell'ultima puntata della stagione quest'uomo va da Brisa e le dice che rivuole suo figlio ovvero Felipe, quindi si capisce che lui non è il nipote di Irene.
- Gladice "Brisa" Parodis, interpretata da Ingrid Martz, doppiata da Paola Majano.[3]
Brisa è una donna egoista che pensa solo ai soldi. Cerca in tutti modi di poter prendere la fortuna di sua suocera e conta e aspetta il giorno in cui Irene non ci sarà più. Madre di Felipe, Catalina, Axel e Olivia, è rimasta vedova di Franco, ovvero il figlio di Irene. Non sarà per niente contenta quando Divina arriva nella villa e cercherà in tutti modi di cacciarla via, soprattutto quando scopre che Divina e Felipe si sono innamorati reciprocamente. Fa parte di un programma televisivo abbastanza sconosciuto perché sogna di diventare famosa. Non vuole che neppure gli altri suoi figli stiano con quelli che definisce "morti di fame". Per evitare l'amore dei figli con i ragazzi farà di tutto: mandarli via, allearsi con Sofía, il padre di quest'ultima, Jazmín. Nel finale della serie si scoprirà che Felipe è figlio di un altro uomo, grazie all'apparizione di Luis un signore messicano che successivamente si rivelerà essere il suo vero padre. Brisa ha mentito a tutti (Irene compresa) facendo credere all'intera famiglia che Felipe fosse figlio di Franco.
- Axel Alvarado, interpretato da Harold Azuara, doppiato da Alessio De Filippis.[3]
Nipote di Irene e figlio di Brisa. Axel è un ragazzo di 16 anni, fratello minore di Felipe e Catalina e fratello maggiore di Olivia. Sembra un ragazzo viziato che sa di essere carino, fa molti video che pubblica sul suo blog, fa il DJ ed è sempre pronto alla moda del momento. Sta con Jazmín, ma quando inizia a chattare su Facebook con Meli inizierà a nutrire seri dubbi sul loro rapporto, soprattutto quando anche la ragazza arriva nella loro grande villa. Dopo l'ennesima litigata con Jazmín, la lascia e con tira e molla riuscirà a stare con Meli, sebbene Jazmín tenterà in tutti modi di separarli. Negli ultimi episodi fa un grave incidente con la moto che le aveva regalato la nonna, perché va molto veloce, triste per aver litigato con la ragazza che tanto ama, ma ormai non più ricambiato. Negli ultimi due episodi il dottore gli dice che avrà le gambe paralizzate per sempre, rendendo molto in colpa Irene e dovrà usare la sedia a rotelle.
- Catalina Alvarado, interpretata da Alejandra Müller e doppiata da Gaia Bolognesi.[3]
Nipote di Irene, figlia maggiore di Brisa, sorella minore di Felipe e maggiore di Axel e Olivia. Più comunemente detta Cata, è fidanzata con Bruno, un ragazzo molto studioso con cui si lascerà, cedendo alla tentazione di Ciro. Cata balla danza classica e molte volte il ragazzo appena arrivato resterà incantato da come si muove. Quando sua madre scopre la relazione che le ha tenuto nascosta manderà lei e Olivia in un posto che metterà a dura prova l'amore che prova per Ciro.
- Soraya, interpretata da Vanesa Butera, doppiata da Eleonora Reti.[3]
Soraya è la donna di servizio di Brisa, nonché braccio destro e spia sempre ciò che succede per poi raccontarlo alla padrona. Brisa non la paga quasi mai perché la sua fortuna forse non arriverà mai. Fa sempre cosa le dice, o forse quasi sempre, soprattutto quando il piano include far star male Cata, sua grande amica e confidente.
- Irene, interpretata da Nora Cárpena, doppiata da Graziella Polesinanti.[3]
Nonna di Felipe, Cata, Axel, Olivia e Divina. Donna comprensiva e molto scaltra e intelligente. Non ci casca ai tranelli di Brisa e Soraya e a volte si diverte a far "soffrire" sua nuora. Nella prima puntata mette in scena con Fidel un incidente per far in modo che Divina la salvi e si conoscano. Successivamente accetta che tutti i ragazzi di Divina restino a vivere a casa sua. Custodisce un segreto nel più profondo del suo cuore che è legato alla sua parentela con Divina dato che suo figlio Franco (morto in un incidente stradale insieme a suo padre) prima di essersi sposato con Brisa, aveva avuto una relazione con una donna umile di nome Esmeralda col quale aveva avuto una figlia (Divina). Dato che quest'ultima non essendo cosciente, (come tutti gli altri membri della famiglia del resto, ad eccezione di Fidel e Olga), di essere sua nipote, si innamora del nipote più grande di Irene, Felipe, e la donna, anche se non con brutte intenzioni, cercherà di allontanarli, cercando più volte di raccontare la verità dato che risultano fratellastri da parte di padre, ma i suoi tentativi sono vani. Ciò che si scoprirà a fine stagione, è che, la donna non è a conoscenza del fatto che sua nuora Brisa ha avuto il suo primogenito con un altro uomo, e non con suo figlio Franco. Di conseguenza Felipe non è il fratello di Divina e quindi neanche il nipote di Irene.
- Yolanda Ruíz (in originale: Yanina Ruíz), interpretata da Thelma Fardin e doppiata da Veronica Puccio.[3]
È la più grande ragazza del gruppo dopo Divina, ed è la migliore amica di quest'ultima nonostante abbiano due caratteri molto diversi. Ribelle, determinata, scettica e impulsiva, sa sempre ciò che vuole ed è pronta a far di tutto per ottenerlo. Sarà lei che, nel corso della telenovela, si occuperà dei vari intrecci amorosi, soprattutto di quello tra Felipe e Divina. Infatti cercherà in tutti i modi di far trionfare l'amore tra i due, e per riuscirci si metterà d'accordo anche con Lolo e Olivia. Crede che l'amore trionfi su tutto e che al cuore non si comandi, nonostante non abbia mai avuto un fidanzato, ed è anche grazie a questo che agisce molto più irrazionalmente rispetto a Divina.
- Sofía Buena, interpretata da Jenny Martìnez, doppiata da Chiara Oliviero.[3]
Sofia ha 18 anni ed è nemica assoluta di Divina poiché lei è la fidanzata di Felipe. È una ragazza molto colta e raffinata ma  anche una cantante e ballerina bravissima e affermata. Può sembrare una bella ragazza in apparenza, ma in realtà nasconde un cuore gelido come il ghiaccio, ed è molto vendicativa, superficiale, cattiva, egoista e gelosa, e per ciò si alleerà con Brisa con lo scopo di distruggere l'amore tra Felipe e Divina tramite piani, intrighi e malefatte. Alla fine della stagione  verrà lasciata dal suo ragazzo Felipe, una volta che quest'ultimo verrà a corrente di tutte le perfidie causate da lei e la madre di quest' ultimo contro Divina e la sua famiglia, contemporaneamente a ciò nell'ultima puntata verrà a conoscenza (grazie a suo padre Gianfranco)  del segreto di Irene, ovvero che Divina e Felipe sono fratelli, cosa che nella scena precedente viene smentita grazie alla comparsa di Luis il signore venuto dal Messico che diventa amico di Felipe e che successivamente si rivelerà essere suo padre.
- Melina "Meli", interpretata da Julieta Vetrano, doppiata da Valentina Pallavicino.[3]
È una ragazza di 14 anni ed è la più piccola del gruppo prima di Lolo. Sensibile, ingenua ed insicura, conosce un ragazzo su Facebook, Axel, DJ e Youtuber di successo e se ne innamora. I due iniziano a chattare insieme e instaurano un rapporto di amicizia. Axel inizialmente mente a Meli, e le scrive di essere single, ma la ragazza ben presto scopre che in realtà il ragazzo è fidanzato con Jazmín, una modella che fa servizi fotografici per importanti riviste di moda e ne rimane molto delusa. Ciò che ancora non sa è che il ragazzo è il nipote di Irene, la donna che ospiterà lei e il suo gruppo a casa sua, e, scoprirà che il ragazzo è residente proprio lì.
- Ciro, interpretato da Gabriel Gallichio, doppiato da Lorenzo De Angelis.[3]
Ciro è un ragazzo di 17 anni che fa parte della “famiglia di Divina” simpatico, esuberante e sempre pronto a scherzare anche se un po' geloso. Ha uno spirito molto libero ed avventuriero. Single incallito si innamora a prima vista di Catalina e fa di tutto per vincere contro il suo rivale in amore, Bruno, il fidanzato di quest'ultima. Malgrado sembri un ragazzo molto tranquillo è facilmente irritabile e quando si tratta di difendere la sua famiglia o qualcuno a cui tiene è capace di far di tutto, anche di arrivare alle mani. Grazie alla sua spiritosaggine, coglie sempre l'occasione per prendere in giro Brisa e anche altri personaggi della telenovela.
- Jasmine (in originale:Jazmín), interpretata da Abril Sànchez, doppiata da Laura Amadei.[3]
È una ragazza di 16 anni, bionda con gli occhi azzurri come il ghiaccio. Ma è anche molto fredda, perfida, vendicativa, egoista, falsa e manipolatrice. È la migliore amica di Sofía, la ragazza di Felipe, ed è fidanzata con Axel. Fa la modella per importanti riviste di moda. Con l’arrivo di Meli farà di tutto per allontanare i due. A causa del suo carattere è molto amata da Brisa e per questo è sempre a casa loro. A causa della sua cattiveria e dei suoi tradimenti verrà lasciata da Axel a metà stagione e i suoi tentativi di riconquistare il ragazzo saranno vani.

- Fidel, interpretato da Marcelo D'Andrea. [3]
- Pierre, interpretato da Matìas Mayer e doppiato da Emanuele Ruzza. [3]

- Olivia Alvarado, interpretata da Camila Zolezzi, doppiata da Chiara Fabiano.[3]
È la nipote di Irene, figlia di Brisa e sorella di Felipe, Axel e Catalina. È una bambina pettegola, capricciosa, astuta e determinata, sa sempre ciò che vuole, e infatti nel corso della serie insieme al suo amico Lolo, del quale ben presto si infatuerà, infatti faranno di tutto per far trionfare l'amore fra i personaggi principali, anche se, nonostante questo, combineranno molti pasticci e questi li implicheranno a cacciarsi nei guai molto spesso.
- Lolo, interpretato Leonel Hucalo, doppiato da Giulio Bartolomei.[3]
È un bambino sensibile, dolce, gentile, educato ed altruista. Abbandonato, quando era molto piccolo, fa parte del gruppo di Divina da lui considerato la sua vera famiglia. Appena arrivato a casa di Irene farà subito amicizia con Olivia la nipote più piccola di quest'ultima e, verso metà serie si accorgerà di provare dei sentimenti verso di lei. Insieme cercheranno di far trionfare l'amore fra i personaggi della serie, talvolta però cacciandosi nei guai.

### Personaggi secondari
- Bruno Giganti nel ruolo di Bruno.
- Gonzalo Gravano nel ruolo di Rocco.
- Camila Riveros nel ruolo di Daniela.
- Josefina Galli nel ruolo di Camila.
- Jorge Nolasco nel ruolo di Gianfranco Buena.
- Adriana Ferrer nel ruolo di Olga Machado.
- Marcelo Zamora nel ruolo di Fran.
- Justina Ceballos nel ruolo di Brenda
- Giuliana Scaglione nel ruolo di Lucìa.
- Martin Pavlovsky nel ruolo di Mark.
- Lucía Alegría Yanes Benchimol nel ruolo di Ivana
- Fernando Carrillo nel ruolo di Luis Correa (episodi 58, 59, 60).
- Heinz Krattiger nel ruolo di Frank Cunningham.
- Gastón Cocchiarale nel ruolo di Leo.
- Junior Pisanu nel ruolo di Lucas.
- Andrea Lovera nel ruolo dell'assistente sociale.
- Gaby Barrios nel ruolo della Rana Ana.
- Fabian Caero nel ruolo dell'Elefantino Tino.
- Ivan Esquerre nel ruolo del Tartarugo Ugo.
- Gustavo Monje nel ruolo di Willy.

## Episodi
| Stagione       | Puntate | Prima TV originale | Prima TV Italia |
| -------------- | ------- | ------------------ | --------------- |
| Prima stagione | 60      | 2017               | 2017-2018       |

## Edizione italiana
L'edizione italiana è curata da Elena Picco per Televisa International.
Il doppiaggio è edito da LaBiBi.it in collaborazione con Multimedia Network, con la direzione di Paola Majano e Nicola Bruno; l'autore dei dialoghi è Nicola Bruno, invece, il missaggio è a cura di Riccardo Canino.

## Trasmissione
La serie è stata anche trasmessa attraverso Cablevisión Flow con i 60 episodi completi da marzo dello stesso anno. A causa della sua scarsa audience, il 4 aprile 2017, è stato annunciato che Divina, esta en tu corazón sarebbe stata trasmessa il sabato mattina a partire dall'8 aprile 2017 dalle 11:30 alle 13:00. Si è conclusa il 15 luglio 2017. In Messico, è stato presentato in anteprima il 14 aprile 2017 sulla piattaforma Blim e in televisione il 3 luglio 2017 su Canal 5 alle 15:00.
| Paese       | Catena                | Emissione       | Descrizione |
| ----------- | --------------------- | --------------- | --- |
| Argentina   | Canale 13 (Argentina) | 13 marzo 2017   | * È stato presentato in anteprima il 13 marzo 2017 alle 18:00 * A causa della sua scarsa audience, è stato trasmesso il sabato dalle 11:30 alle 13:00 fino al 15 luglio 2017. |
| Argentina   | Cablevisión           | 14 marzo 2017   | * La serie è stata inclusa sulla piattaforma Flow di Cablevisión per i 60 episodi completi. |
| Stati Uniti | UniMás                | 19 giugno 2017  | * È stato presentato in anteprima negli Stati Uniti lunedì 19 giugno 2017 alle 15:00 / 2c su UniMás. |
| Italia      | Super!                | 5 giugno 2017   | * Ha esordito in Italia lunedì 5 giugno 2017 alle 14:10 sul canale per ragazzi Super!. Fin dalla prima puntata la telenovela ha registrato ascolti più che positivi. |
| Italia      | TIMvision             | 5 giugno 2017   | * La serie in Italia è stata inclusa anche nella piattaforma Timvision per i 60 episodi completi. |
| Francia     | France 4 e France Ô   | 22 ottobre 2017 | * Ha esordito in Francia domenica 22 ottobre 2017 alle 17:50 in France 4. * A causa del suo basso pubblico, il canale ha deciso di interrompere la trasmissione della serie nell'episodio 41, il 16 gennaio 2018. * La serie è stata trasmessa nella sua interezza e senza interruzioni da France Ô, dal 4 marzo 2019 fino al il 23 maggio 2019. |
| Belgio      | La Trois              | 2 aprile 2018   | * È stato presentato in anteprima in Belgio lunedì 2 aprile 2018 alle 12:35 da La Trois sul blocco per bambini OUFtivi, durante le vacanze di Pasqua. * A causa del suo basso pubblico, il canale ha deciso di interrompere la trasmissione della serie nell'episodio 10, il 13 aprile 2018.                                                     |
| Messico     | Canal 5 (Messico)     | 3 luglio 2017   | * È stato presentato in anteprima il 3 luglio 2017 sul canale 5 * di Televisa, alle 15:00 * A causa della sua scarsa audience, il programma è stato modificato in domenica dalle 10:00 alle 12:00 fino al 26 novembre 2017. |
| Messico     | Blim                  | 14 aprile 2017  | * La piattaforma Blim ha presentato in anteprima tutti i 60 episodi della serie. |
| Uruguay     | Teledoce              | 13 marzo 2017   | * È stato trasmesso lo stesso giorno in Argentina. |
| Porto Rico  | Univision             | 6 novembre 2017 | * Ha esordito per la prima volta il 6 novembre 2017 in Portorico su Univision. |
| Bolivia     | Red UNO               | 25 gennaio 2018 | * Ha esordito per la prima volta su Red UNO in Bolivia. |

## Merchandising
Il disco della colonna sonora è stato distribuito in Argentina, Messico, Francia e Italia.
In Italia, dal 16 novembre 2017, sono stati resi disponibili il diario segreto, il romanzo, l'album delle figurine, il libro Scopri il tuo talento e la rivista mensile della serie.
In Messico sono stati distribuiti gli accessori per la scuola e le bambole, mentre in Argentina un libro e l'album di figurine.
In Francia e in Belgio sono usciti i DVD in lingua francese e i libri della serie.

## Colonna sonora
Il 17 marzo 2017 è stata distribuita in Argentina la colonna sonora della serie, mentre dal 7 luglio è disponibile in Italia.
Ai vari brani della colonna sonora sono anche annessi i videoclip musicali.

### Tracce
1. Laura Esquivel – Soy Divina
2. Laura Esquivel – Algo mejor
3. Laura Esquivel e Manuel Masalva – Como tú
4. Laura Esquivel – Corazón de terciopelo
5. Laura Esquivel – Desperté
6. Laura Esquivel – Mariposa
7. Laura Esquivel – Porque estás en mi corazón
8. Laura Esquivel – Sé que volaré
9. Manuel Masalva – Te bajaré la luna
10. Laura Esquivel – Todo empieza
11. Laura Esquivel – Vale imaginar
12. Laura Esquivel – Amar es amar
13. Laura Esquivel – Disfruta la vida